# 新里町山上
新里町山上（にいさとちょうやまかみ）は、群馬県桐生市の町名。郵便番号は376-0125。

## 地理

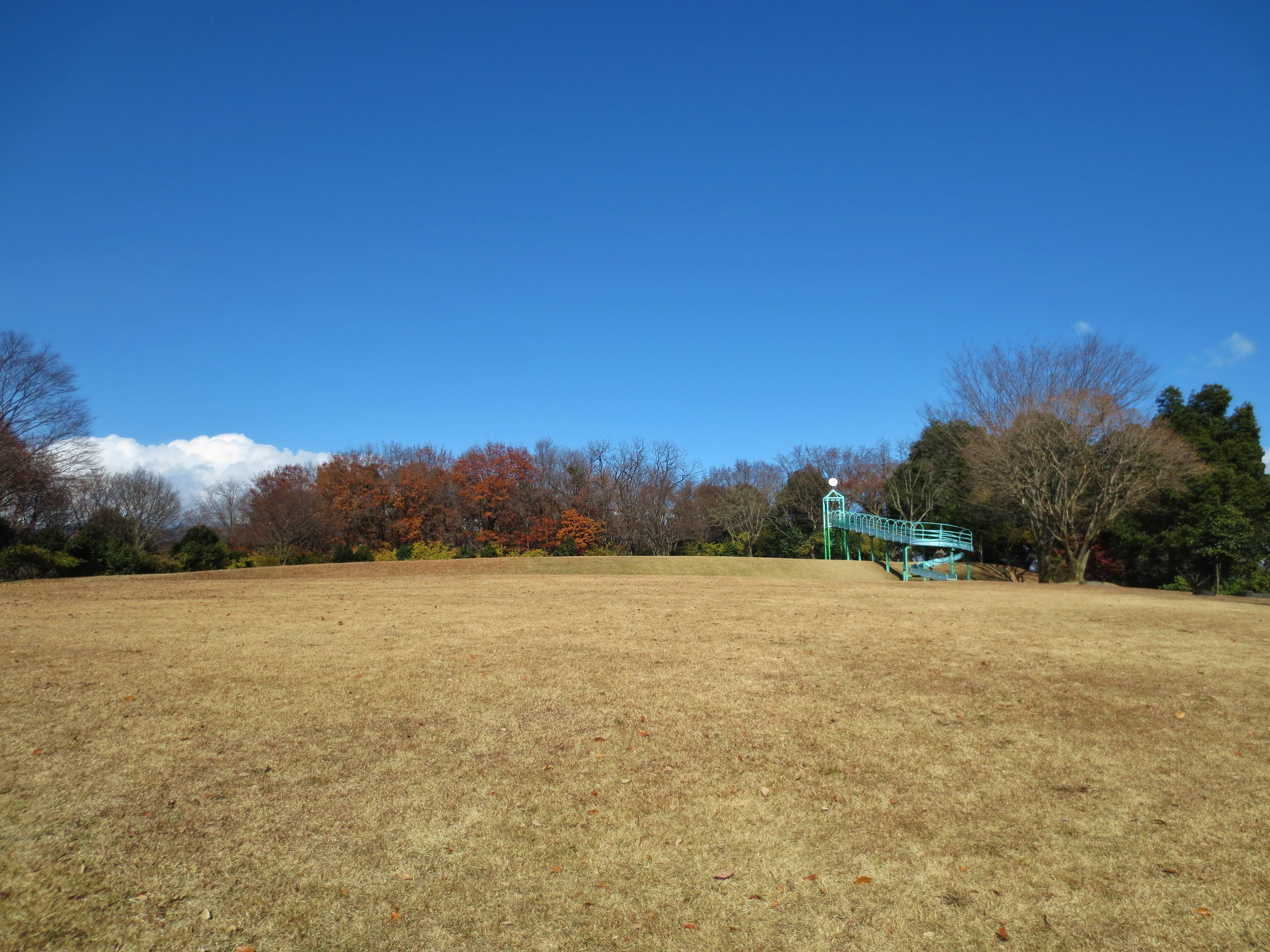
山上城跡公園

桐生市の西部、新里町の南部に位置する。旧新里村山上にあたり、下鶴ケ谷・小林・武井・野とともに桐生市第二十区に属する。東北部は新里町大久保に、東部は新里町鶴ケ谷に、東南部は新里町武井に、南部は新里町小林に、西南部は前橋市粕川町膳に、西部は粕川町月田に、西北部は新里町板橋に、北部は新里町関にそれぞれ接する。南部に上毛電気鉄道上毛線と群馬県道3号前橋大間々桐生線が、東部に群馬県道336号梨木香林線が通じている。西南部に国の重要文化財の山上多重塔（石造三層塔、延暦20年（801年）銘）や群馬県指定史跡の山上城跡などがある。

## 世帯数と人口
2022年（令和4年）1月31日現在の世帯数と人口は以下の通りである。
| 町丁       | 世帯数    | 人口    |
| ---------- | --------- | ------- |
| 新里町山上 | 1,006世帯 | 2,672人 |

## 小・中学校の学区
市立小・中学校に通う場合、学区は以下の通りとなる。
| 番地 | 小学校                 | 中学校             |
| ---- | ---------------------- | ------------------ |
| 全域 | 桐生市立新里中央小学校 | 桐生市立新里中学校 |

## 交通

### 鉄道
町内に鉄道駅はない。

### 道路
- 群馬県道3号前橋大間々桐生線

## 施設
- 桐生市立新里中学校
- 山上城跡公園
- ヤマト運輸 群馬大間々センター
- 高縄区集会所

## 避難所
- 山上城跡公園（洪水災害、土砂災害、地震、大規模火災、内水氾濫時の緊急避難場所）[11]
- 桐生市立新里中学校（洪水災害、土砂災害、地震、大規模火災、内水氾濫時の緊急避難場所及び指定避難所）
- 新里社会体育館（洪水災害、土砂災害、地震、大規模火災、内水氾濫時の緊急避難場所及び指定避難所）